# Thelypteris nicaraguensis
Thelypteris nicaraguensis är en kärrbräkenväxtart som först beskrevs av Eugène Pierre Nicolas Fournier, och fick sitt nu gällande namn av Conrad Vernon Morton. Thelypteris nicaraguensis ingår i släktet Thelypteris och familjen Thelypteridaceae. Inga underarter finns listade.